# Целовальников Владислав Олегович
Владислав Олегович Целовальников (рос. Владислав Олегович Целовальников; нар. 21 вересня 1991, Ужгород, УРСР) — російський футболіст, воротар.

## Життєпис
Син воротаря Олега Целовальникова. Вихованець ЦПР ФК «Волгарь-Газпром» (Астрахань). У команді — з 2007 року, коли вона під назвою «Волгар-Газпром-2» виступала в першості ЛФЛ, зіграв один матч — 24 липня в домашньому матчі з клубом «Локомотив-КМВ» вийшов на заміну на 90-ій хвилині. У 2008 році — один з дублерів Станіслава Тищенка в першості другого дивізіону, в 2009 - третій воротар після Іллі Ільїна та Михайла Кержакова в першому дивізіоні, у 2010 році — третій воротар після Давида Юрченка та Степана Сикача, в сезоні 2011/12 — третій воротар після Максима Кабанова та Михайла Комарова; на професіональному рівні не провів за «Волгар» за 4,5 року жодного матчу. Сезон 2012/13 провів у фарм-клубі «Волгаря» — ФК «Волгар-Астрахань» в першості ПФЛ — 14 матчів, 28 пропущених м'ячів. Першу половину сезону 2013/14 років відіграв у майкопській «Дружбі», потім перейшов у ФК «Астрахань», де провів два роки. У 2016 році грав у МІТОС (Новочеркаськ) і СКА (Ростов-на-Дону). Весняну частину першості 2016/17 років провів у «Зміні» (Комсомольськ-на-Амурі). 25 серпня 2017 року вільним агентом перейшов у молдовський клуб «Сперанца» (Ніспорени), за який дебютував 10 вересня.